# Sam Behrens
Pour les articles homonymes, voir Behrens.
Sam Behrens est un acteur né le 24 juillet 1950 à Brooklyn, New York. Il est surtout reconnu pour son rôle de Gregory Richards dans la série d'Aaron Spelling Sunset Beach. Son vrai nom est Stanley Birnbaum. Il est marié avec Shari Belafonte, fille de Harry Belafonte depuis le 31 décembre 1989. En premières noces, il avait épousé Dale Kristien en 1982.

## Filmographie

### Films
- 1984 : Star 80 (un homme d'affaires)
- 1991 : Newman (And You Thought Your Parents Were Weird) de Tony Cookson
- 1993 : Les Survivants (Javier Methol)

### Téléfilms
- 1994 : Une Ombre dans la nuit (Shadow of Obsession) (Philip)
- 1996 : Les Naufragés des Bermudes (Bermuda Triangle) (John)

### Séries télévisées
- 1979-1980 : Ryan's Hope (Dr Adam Cohen)
- 1983-1987 : Alliances & trahisons (Jake Meyer)
- 1988-1990 : Côte Ouest (Danny Waleska)
- 1988 : La Loi de Los Angeles (Charles Craft)
- 1988 : Drôle de vie (Wes Mitchell)
- 1988 : Arabesque (Kevin Styles)
- 1991 : Arabesque (Steve Lockner)
- 1994 : Viper (Frederick Lang)
- 1997-1999 : Sunset Beach (Gregory Richards)
- 2002 : Les Feux de l'amour (Maxwell Hollister)
- 2005 : Lydia DeLucca (Robert Comiskey)
- 2007 : The Closer (Ken Scott)